# Al-Kunajtira (Maroko)
Al-Kunajtira, Kenitra (arab. القنيطرة, Al-Qunayṭira; marok. arab. Le-Qniṭṛa; fr. Kénitra) – miasto w północnym Maroku, w regionie Rabat-Sala-Al-Kunajtira, przy ujściu rzeki Subu do Oceanu Atlantyckiego, siedziba prowincji Al-Kunajtira. W 2024 roku liczyło ok. 508 tys. mieszkańców.
Al-Kunajtira jest portem rzecznym połączonym kanałem z oceanem oraz ośrodkiem handlowym regionu rolniczego. W mieście funkcjonuje przemysł spożywczy, chemiczny, włókienniczy i metalowy. Do niedawna istniała tu marokańsko-amerykańska baza wojsk lądowych i marynarki wojennej, Amerykanie wycofali się jednak w 1991 po zakończeniu wojny w Zatoce Perskiej. Od tamtej pory władze marokańskie ograniczyły działalność bazy.
W latach 1932–56 miasto nosiło nazwę Port-Lyautey.

## Miasta partnerskie
- Konya
- Hammam al-Anf
- Tavira